# دون فريدمان
دون فريدمان (بالإنجليزية: Don Friedman)‏ هو مقدم برامج إذاعية وسياسي أمريكي، ولد في 21 مارس 1930، وتوفي في 11 أغسطس 2013. حزبياً، نشط في الحزب الجمهوري. وقد انتخب عضو مجلس نواب كولورادو.